# Stropopredenering
Een stropopredenering (stroman/vogelverschrikker) is een type drogreden waarbij men niet het werkelijke standpunt van de tegenstander weerlegt maar een (karikaturale) variant daarvan. Men interpreteert het standpunt van de tegenstander zodanig dat dit standpunt gemakkelijk te weerleggen is en suggereert dan dat dat het werkelijke standpunt van de tegenstander is.

## Argumentatie
Een stropopredenering kan zich richten tegen een stelling, tegen de verdediger(s) van een stelling of tegen een bepaalde groep. Enkele variaties:
1. de aanvaller stelt het standpunt van de tegenstander anders voor dan het is, bijvoorbeeld minder genuanceerd, met als doel het gemakkelijker te kunnen bestrijden. De andere voorstelling kan bijvoorbeeld worden bereikt door selectief te citeren;
2. de aanvaller bekritiseert niet een groep als geheel maar een (fictief) personage uit die groep, die de aanvaller als model voor de hele groep stelt;
3. de aanvaller beperkt zich tot enkele zwakke argumenten, suggererend dat het pareren daarvan de stelling onderuit haalt;
4. de aanvaller voert (fictieve) zwakke verdedigers van de stelling ten tonele: door hun argumenten te bestrijden wekt hij de illusie dat de stelling niet te verdedigen is.

## Voorbeelden
Iemand die om zijn standpunt te beargumenteren een bevindelijk gereformeerde voorstelt als representatief voor alle gelovigen gaat voorbij aan het feit dat de bevindelijk gereformeerden slechts een minderheid vormen binnen het protestantisme en dat de meeste gelovigen op een andere manier omgaan met hun geloof.
Een ander voorbeeld zou deze dialoog kunnen zijn:
A: "De bouw van moskeeën moet niet langer worden gesubsidieerd door de gemeente."
B: "Ik vind deze anti-islamhouding zeer betreurenswaardig."

## Bestrijding
Er zijn in principe drie manieren om met een stropopredenering om te gaan:
1. Meegaan in de terminologie van de aanvaller om zijn standpunt aan te vallen (hiermee dwaalt men natuurlijk wel van het onderwerp af);
2. Verhelderen wat het werkelijke standpunt is, eventueel met het aan de kaak stellen van het gebruik van een stropop;
3. De (absurde) aanval zelf pareren.